# Islas de la Lealtad
Las islas de la Lealtad (en francés, Îles Loyauté) son un archipiélago situado a 100 km al este de Nueva Caledonia. Administrativamente es una de las tres provincias que forman la colectividad francesa de Nueva Caledonia, llamada simplemente provincia de las islas en contraposición a Grande Terre ('tierra grande'). Las islas principales son: Lifou, Maré, Ouvéa y Tiga. El grupo tiene una superficie total de 1 981 km².
La población era de 22.080 habitantes en el censo del 2004, el 10% del total de Nueva Caledonia. La actividad principal es la agricultura, la exportación de copra y el turismo.

## Historia
Las islas fueron descubiertas por los occidentales en 1793, por el inglés Raven, capitán de un barco mercante de Sídney, que las llamó Loyalty Islands (islas de la Lealtad) destacando el trato amistoso de los habitantes. Pobladas por melanesios desde hace más de 3.000 años, las islas fueron colonizadas más tarde, entre los siglos XVI a XVIII, por inmigrantes polinesios de Tonga, Samoa y Wallis. En el siglo XIX, después de las revueltas indígenas en Grande Terre, fueron deportados a las islas muchos canacos (melanesios de Nueva Caledonia). Al quedarse al margen de la colonización europea, las islas son hoy en día un centro de cultura kanak que coexiste a la vez con una población polinesia periférica. En Ouvéa las lenguas vernáculas son faga-uvea, de origen polinesio, y ïaaï de origen melanesio. En Mare y Lifou se habla nengone, iwateno y drehu, de origen melanesio.